# Willem Hendrik Keesom

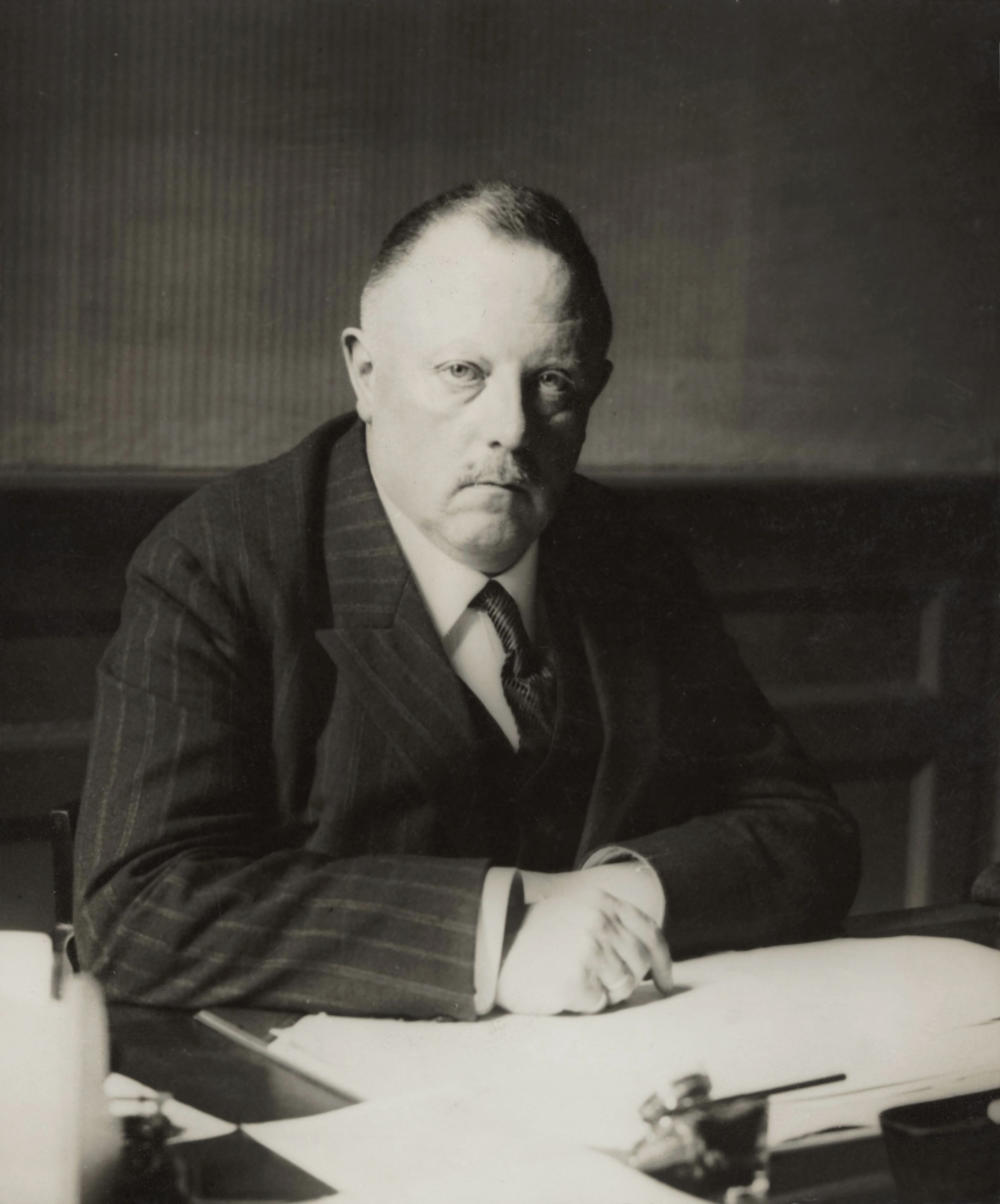
Willem Keesom (1926)

Willem Hendrik Keesom (* 21. Juni 1876 auf Texel, Niederlande; † 3. März 1956 in Leiden) war ein niederländischer Physiker.
Keesom war ein Bauernsohn und studierte an der Universität Amsterdam. 1904 promovierte er in Leiden bei Heike Kamerlingh Onnes, dessen Forschungsassistent er wurde und an dessen Arbeiten zur Verflüssigung des Heliums er beteiligt war. 1917 bis 1923 unterrichtete er an der Veterinärschule in Utrecht und ab dem 26. September 1923 war er Professor für Experimentalphysik in Leiden, wo er der Nachfolger von Kamerlingh Onnes in dessen Laboratorium wurde.
Sein Hauptarbeitsgebiet war die Tieftemperaturphysik. Im Jahr 1926 erfand er eine Methode, Helium durch Druck zu verfestigen, was seinem Lehrer Kamerlingh-Onnes, der Helium 1908 erstmals verflüssigte, nicht gelungen war. Außerdem fand er Anzeichen für den Phasenübergang zur Suprafluidität von Helium am Lambdapunkt und maß 1932 mit Klaus Clusius die Anomalie des Verlaufs der Wärmekapazität an diesem Phasenübergang. Er entwickelte auch eine mathematische Theorie der Dipol-Dipol-Wechselwirkung (Keesom-Wechselwirkungen).
Mit Kamerlingh Onnes schrieb er einen Artikel Zustandsgleichungen in der Enzyklopädie der mathematischen Wissenschaften.
1924 wurde er in die Königlich Niederländische Akademie der Wissenschaften gewählt. Im Jahr 1928 wurde er zum Mitglied der Leopoldina gewählt.

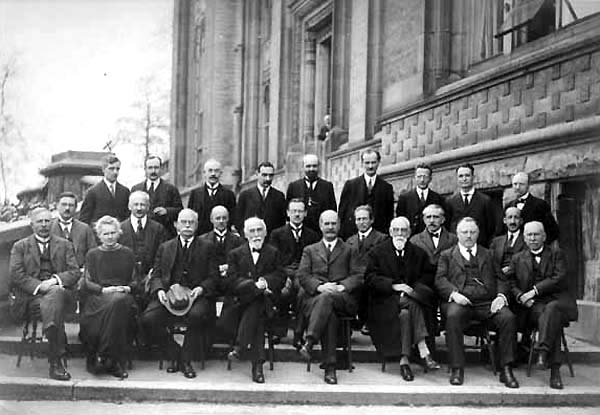
Willem Hendrik Keesom auf der Solvay-Konferenz 1924 (in der ersten Reihe sitzend, zweiter von rechts)

Er heiratete 1904 Anna Maria Aleida Moorman und hatte mit ihr zwei Söhne und eine Tochter. Die Tochter Anna Petronella und der Sohn Piet Keesom (später Professor an der Purdue University und auch Tieftemperaturphysiker) wurden auch Physiker, seine Tochter promovierte bei ihm und bei der Promotion seines Sohnes war er Korreferent. Der älteste Sohn Hendrik Willem trat der Armee bei.
Am 5. Juli 2001 wurde der Asteroid (9686) Keesom nach ihm benannt.
Zwischen 1940 und 1955 wurde er insgesamt sieben Mal für den Physiknobelpreis vorgeschlagen, erhielt ihn aber nie.